# Isabelle Dölle
Isabelle Dölle (* 21. Januar 1999 in Langenhagen) ist eine deutsche Handballspielerin, die in der Bundesliga für den Buxtehuder SV aufläuft. 

## Karriere

### Im Verein
Isabelle Dölle begann im Jahre 2005 das Handballspielen bei der HSG Lehrte-Ost. Nachdem sich die Rückraumspielerin 2011 dem TuS Bothfeld anschloss, wechselte sie ein Jahr später zur TSV Burgdorf. Ab 2014 lief sie für die HSG Hannover-Badenstedt auf. Nachdem Dölle in der Saison 2016/17 insgesamt 121 Treffer in der 2. Bundesliga für Badenstedt erzielte, wechselte sie zum Ligakonkurrenten Werder Bremen. Für Werder warf sie in der Saison 2017/18 119 Tore. Daraufhin wechselte sie zum deutschen Bundesligisten Buxtehuder SV. Bei ihrem Bundesligadebüt am 8. September 2018 erzielte sie zwei Treffer.

### In Auswahlmannschaften
Isabelle Dölle lief für die deutsche Jugend- sowie Juniorinnennationalmannschaft auf. Mit diesen Auswahlmannschaften nahm sie an der U-18-Weltmeisterschaft 2016, an der U-19-Europameisterschaft 2017 und an der U-20-Weltmeisterschaft 2018 teil.